# William Balfour Baikie
William Balfour Baikie (Kirkwall, Orcadas,  21 de agosto de 1824 - Sierra Leona, 30 de noviembre de 1864) fue un explorador, naturalista y filólogo escocés, recordado por haber explorado el río Níger.

## Biografía

### Primeros años
Hijo mayor del capitán John Baikie, de la Marina Real Británica, William estudió medicina en Edimburgo y, tras obtener su título de médico, se unió a la Marina Real Británica en 1848. Pronto atrajo la atención de sir Roderick Murchison, quien lo nombró cirujano y naturalista para la expedición al Níger enviada en 1854 con apoyo gubernamental. 

### Primera expedición al Níger
Debido al fallecimiento en Fernando Poo del oficial superior, el cónsul Beecroft, Baikie asumió el mando de la expedición al Níger. Tras remontar el río Benue unos cuatrocientos kilómetros más allá del punto alcanzado por los exploradores anteriores, el pequeño vapor Pleiad en el que viajaban regresó y llegó a la desembocadura del Níger, tras un viaje de 118 días, sin perder ni un solo hombre. 
La expedición había recibido instrucciones de intentar ayudar a Heinrich Barth, quien en 1851 había cruzado el Benue en su curso superior, pero Baikie no logró obtener información fiable sobre el explorador alemán.
De regreso al Reino Unido, Baikie relató en 1856 su labor en la obra Narrative of an Exploring Voyage up the Rivers Kwora and Binue [Narrativa de un viaje de exploración por los ríos Kwora y Binue].

### Segunda expedición al Níger
En marzo de 1857, Baikie, con el rango de cónsul británico, emprendió otra expedición en el Pleiad. Tras dos años explorando el Níger, el navío naufragó al atravesar algunos rápidos, y Baikie no pudo mantener unido a su grupo. Los supervivientes de la expedición no fueron rescatados de África hasta un año después.
Baikie se propuso llevar a cabo los objetivos de la expedición. Inicialmente consideró establecer una agencia consular británica en Kabba, pero se enfrentó a la oposición del rey local, posiblemente porque Baikie se oponía a la trata de esclavos, que aún proporcionaba generosos ingresos a algunos líderes tribales.
Llegó en un pequeño bote a la confluencia del Níger y el Benue, y eligió Lokoja como base de sus futuras operaciones. Tras adquirir el terreno y firmar un tratado con el emir fulani de Nupe, procedió a desbrozar el terreno, construir casas, formar cercados y allanar el camino para una futura ciudad. En menos de cinco años, había abierto la navegación por el Níger, construido caminos y establecido un mercado. El asentamiento creció hasta incluir representantes de casi todas las tribus de África centro-occidental. Para la heterogénea comunidad así formada, Baikie actuó no solo como gobernante, sino también como médico, maestro y sacerdote. Recopiló vocabularios de casi cincuenta lenguas africanas y estudió las lenguas fulfulde y haussa. Solo en una ocasión durante su residencia tuvo que emplear la fuerza armada contra las tribus circundantes. 
De regreso a Gran Bretaña para disfrutar de un permiso, siete años después de iniciada la expedición, murió de fiebres en Sierra Leona.

## En la ciencia
El género de plantas Baikiaea conmemora su nombre.

## Obra
Se le debe:
- List of Books and Manuscripts Relating to Orkney (1847)
- Historia naturalis Orcadensis Zoology (1848)
- Narrative of an exploring voyage up the rivers Knora and Binue (1856)
- Observations on the Hausa and Fuifuide (i.e. Fula) Languages (1861)
- Correspondencia con los ministros británicos acerca de la trata de esclavos (1862)